# 埃及湖 (佛羅里達州)
埃及湖（英語：Egypt Lake）是位於美國佛羅里達州希爾斯波羅縣的一個人口普查指定地區。

## 地理
埃及湖的座標為28°01′01″N 82°29′43″W / 28.01694°N 82.49528°W，而該地最高點為海拔高度14米（即46英尺）。

## 人口
根據2010年美國人口普查的數據，埃及湖的面積為5.00平方千米，當中陸地面積為5.00平方千米，而水域面積為5.00平方千米。當地共有人口500人，而人口密度為每平方千米100人。